# NGC 4629
NGC 4629 (другие обозначения — UGC 7869, MCG 0-32-37, ZWG 14.109, PGC 42692) — магелланова спиральная галактика (тип по Вокулёру Sm) в созвездии Девы. Открыта Генрихом Луи Д'Арре 19 февраля 1863 года. Является частью скопления Девы.
Этот объект входит в число перечисленных в оригинальной редакции «Нового общего каталога».
Галактика была исследована в эмиссионной оптической линии водорода Hα. Её светимость в этой линии довольно мала, видна клочковатая пространственная структура. Большое расширение, граничащее с северо-восточной стороной диска галактики, имеет очень малую поверхностную яркость. Галактика предположительно проявляет твердотельное распределение вращательной скорости на обеих сторонах диска от центра до эффективного радиуса, определяемого в r-диапазоне; вращательная скорость эмиссионных областей достигает лишь половины от максимальной скорости облаков нейтрального водорода.